# 天然少女EX
天然少女EX（てんねんしょうじょエックス）は、日本の女性歌手ユニットである。

## 来歴
1999年、WOWOWで放送されたテレビドラマ『天然少女萬NEXT-横浜百夜篇』に出演した新人女優11名を集めて結成された。1999年11月10日にデビューアルバム『天然少女EX』がeast west japanから発売されている。

## メンバー
- 新井裕子
- 一場千秋 - メインボーカル
- 尾羽智加子
- 太田瞳
- 海津知香
- 神谷涼
- 酒井彩名 - メインボーカル
- 野村恵里
- 松坂紗良
- 安めぐみ
- 山川恵里佳

## ディスコグラフィー
アルバム
- 『天然少女EX』（1999年11月10日発売、east west japan AMCM-4455）